# Гай Сервилий Тукка
Гай Серви́лий Ту́кка (лат. Gaius Servilius Tucca; умер после 284 года до н. э.) — римский политический деятель из патрицианского рода Сервилиев, консул 284 года до н. э.
Коллегой Гая Сервилия был плебей Луций Цецилий Метелл Дентер, который погиб во время своего консульства в сражении с сенонами при Арреции. О деятельности самого Тукки ничего не известно.